# Sebastian Andersen (voetballer)
Sebastian Andersen (Køge, 23 december 1988) is een Deens voetballer (aanvallende middenvelder) die sinds 2010 voor de Deense eersteklasser Esbjerg fB uitkomt. 

## Interlandcarrière
Andersen speelde meerdere wedstrijden voor de Deense nationale jeugdteams.